# Sava Tires
Sava Tires — компанія, що займається виробництвом автомобільних шин. Розташована у містечку Крань у Словенії.

## Історія
1921 — заснована фабрика з виробництва гумових виробів під назвою «Vulkan».
1931 — компанія з Краня була викуплена австрійською компанією «Semperit»
1939 — компанія попала під контроль «Continental AG».
1946 — внаслідок націоналізації компанія перейшла під власнітсь держави та отримала назву «Sava Rubber Products».
1948 — зареєстровано торгову марку «Sava». Компанія розпочала серійне виробництво автомобільних шин та камер.
1956 — Виробництво було перенесене із центру міста до теперішнього розташування.
1965 — випущена перша високошвидкісна покришка.
1967 — підписано ліцензійну угоду з компанією Semperit.
1972 — розпочала роботу нова компанія «Sava Semperit».
1974 — випущено сталеву радіальну шину для пасажирського автомобіля.
1985 — «Continental» придбав «Semperit».
1995 — Sava та компанія Goodyear Tire & Rubber розпочали співпрацю.
2000 — Sava Tires виробила 5,5 млн та продала 6,5 млн шин.
2002 — Goodyear збільшив свою долю у компанії Sava Tires з 60% до 80%.
2004  — Goodyear став власником 100% акцій Sava tires.